# Nachal Tavul
Nachal Tavul (hebrejsky: נחל טבול) je krátké vádí v Horní Galileji, v severním Izraeli a v Libanonu.
Začíná v nadmořské výšce přes 400 metrů, v kopcovité krajině v prostoru izraelské vesnice Arab al-Aramša, která leží na dotyku s mezinárodní izraelsko-libanonskou hranicí. Směřuje pak rychle se zahlubujícím odlesněným údolím k jihozápadu. Nachází se tu pramen Ejn Tavul (עין טבול). V jistém úseku vádí tvoří hranici mezi oběma státy. Potom ústí zprava do vádí Nachal Namer.